# Якубов, Мухаммаджон Фаррухович
Мухаммаджон Фаррухович Якубов (17 апреля 2003; Королёв, Московская область, Россия) — российский гимнаст, член сборной России по гимнастике, чемпион России по спортивной гимнастике, обладатель Кубка России по спортивной гимнастике. Заслуженный мастер спорта России, мастер спорта России.

## Спортивные достижения

### Кубок России (2023)
- — бронзовая медаль[3]

### Первенство России (2018)
- — вольные упражнения[4]
- — перекладина[4]
- — конь[4]
- — кольца[4]

### Первенство России (2019)
- — параллельные брусья[4] (на сайте Федерации гимнастики России не указано, только в Федерации Московской области)
- — вольные упражнения[4][5]
- — личное многоборье[5]

### Европейский юношеский Олимпийский фестиваль (Баку, Азербайджан), (2019)
- — кольца[4]
- — командное многоборье[4]
- — многоборье[4]

### Чемпионат России (2021)
- — опорный прыжок[4][5]
- — вольные упражнения[4][5]

### Кубок России (2021)
- — вольные упражнения[4][5]

## Звания и награды
- Заслуженный мастер спорта России[5]
- Мастер спорта России[4]